# Euptychia hiemalis
Euptychia hiemalis är en fjärilsart som beskrevs av Butler 1866. Euptychia hiemalis ingår i släktet Euptychia och familjen praktfjärilar. Inga underarter finns listade i Catalogue of Life.